# Przedgórze Sudeckie

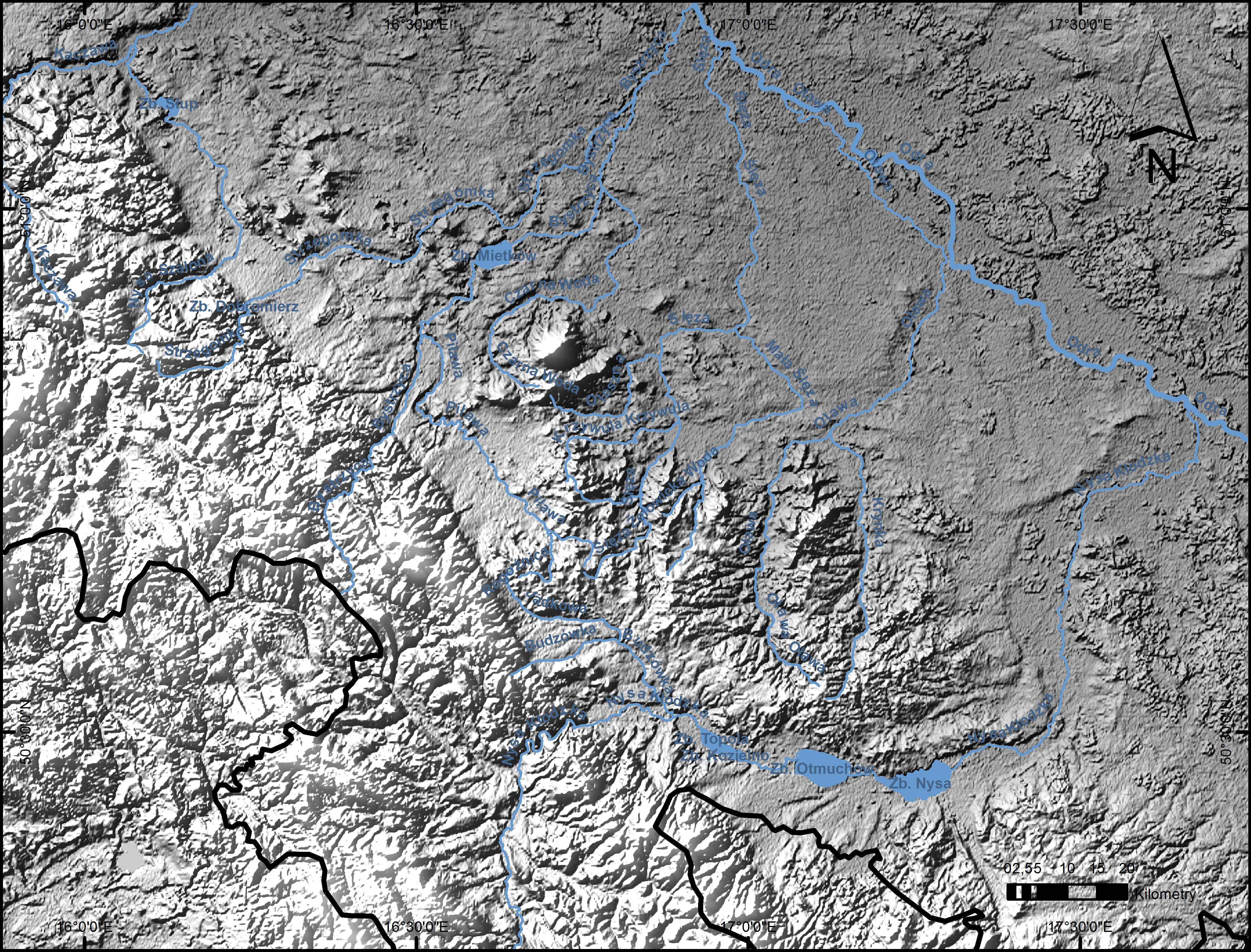
Przedgórze Sudeckie (widać Sudecki uskok brzeżny)

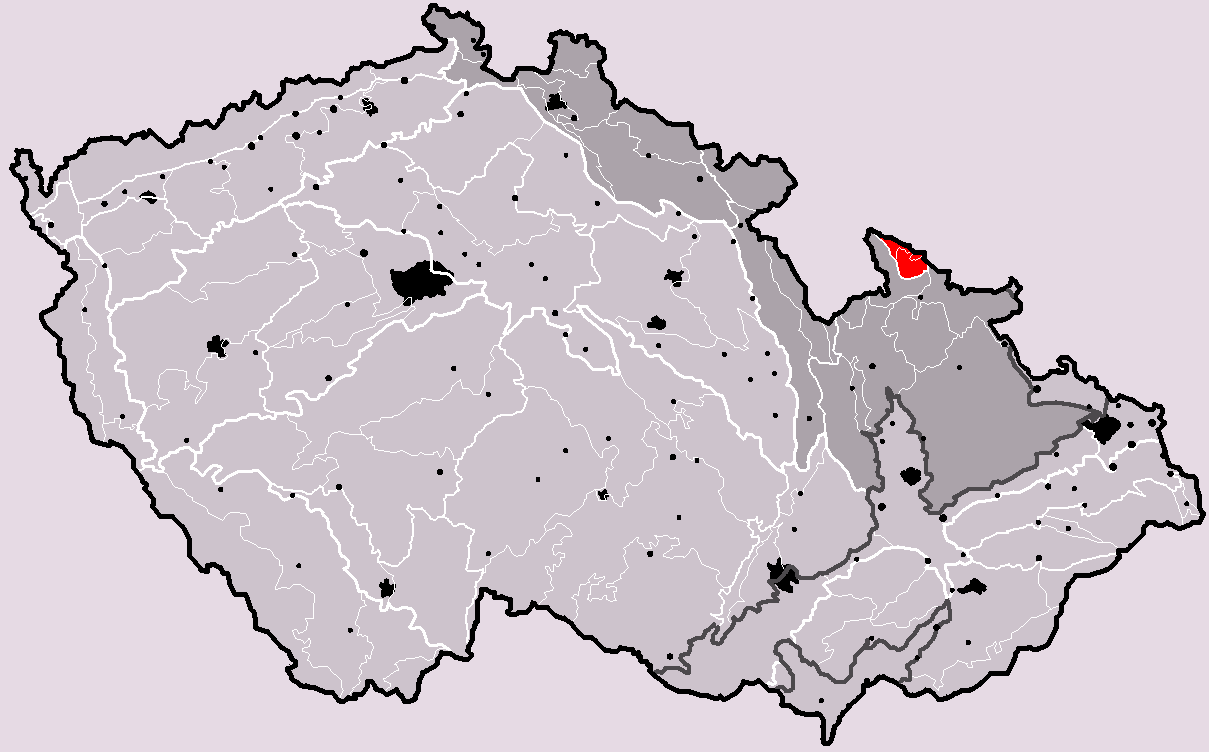
Czeski obszar Przedgórza Sudeckiego

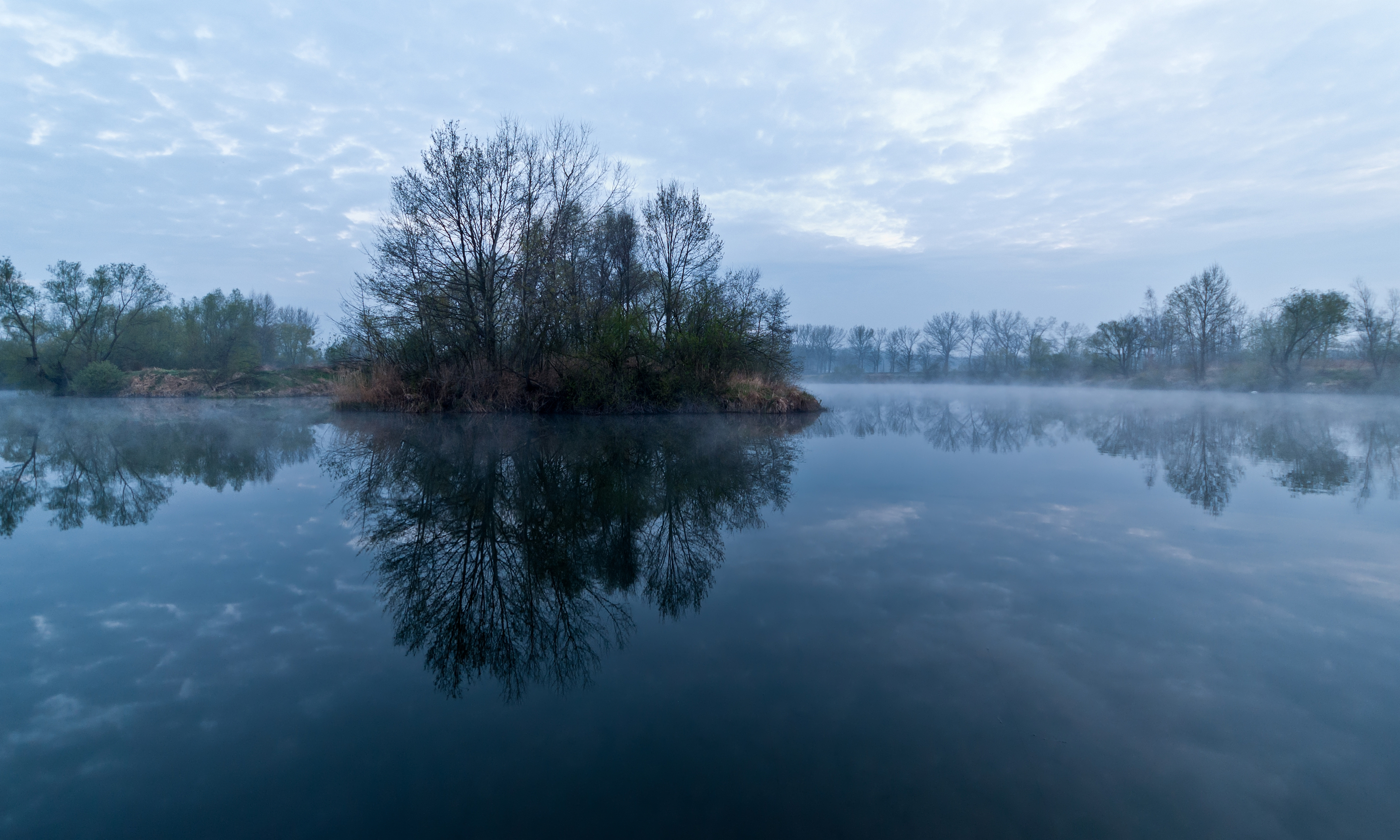
Staw w Obniżeniu Otmuchowskim, w okolicach Paczkowa

Przedgórze Sudeckie (cz. Krkonošsko-jesenické podhůří, Sudetské podhůří, niem. Sudetenvorland) (332.1) – obszar (makroregion) położony na północ od właściwych Sudetów, będący z nimi w łączności, jednak oddzielony od Sudetów wyraźną linią tektoniczną (uskok brzeżny sudecki).

Pofałdowana równina – najwyższe wzniesienie: Ślęża 718 m n.p.m.

## Położenie
Od północnego zachodu Przedgórze Sudeckie graniczy z Niziną Śląsko-Łużycką, od północnego wschodu z Niziną Śląską, od południowego wschodu, południa i południowego zachodu z Sudetami.

## Opis
Obszar leży na wysokości od 200 do 350 m n.p.m. Urozmaicają go jednak znacznie wyższe (do 718 m n.p.m. Ślęża) twardzielcowe wzniesienia. Obszar jest dość gęsto zaludniony, znajdują się tu liczne ośrodki przemysłowe. Gleby pylaste (lessowe) sprzyjają rozwojowi rolnictwa.

## Geologia
Pod względem geologicznym należy do bloku przedsudeckiego. Zbudowane jest ze skał krystalicznych - metamorficznych i magmowych, poprzecinanych wystąpieniami wulkanicznych bazaltów i przykrytych płaszczem skał osadowych. Przedgórze Sudeckie do oligocenu stanowiło jedną całość z resztą Sudetów, nie uległo jednak ruchom wypiętrzającym i pozostało regionem równinnym. Twardzielcowe wzniesienia zbudowane z gabra, amfibolitów, granitów, hornfelsów, gnejsów, łupków łyszczykowych, kwarcytów, marmurów, mylonitów, łupków kwarcowych i serpentynitów oraz bazaltów.

## Wody
Główne rzeki: Nysa Kłodzka, Bystrzyca, Oława i Ślęza.

Największe zbiorniki wodne (sztuczne): Jezioro Otmuchowskie, Jezioro Mietkowskie i Zalew Paczkowski.

## Miasta
Główne miasta: Świdnica, Dzierżoniów i Bielawa (położona częściowo w obrębie makroregionu).

Pozostałe: Świebodzice (częściowo), Strzegom, Ząbkowice Śląskie, Strzelin (częściowo), Pieszyce (częściowo), Ziębice, Paczków, Sobótka (częściowo), Żarów, Piława Górna, Jaworzyna Śląska, Otmuchów, Niemcza, Javorník (Czechy), Złoty Stok (częściowo), Bardo (skrawek) i Žulová (Czechy).

## Podział
W skład Przedgórza Sudeckiego wchodzą: 
- Wzgórza Strzegomskie
- Równina Świdnicka
- Masyw Ślęży
- Wzgórza Niemczańsko-Strzelińskie
- Obniżenie Podsudeckie
- Obniżenie Otmuchowskie
- Przedgórze Paczkowskie